# Geranomyia stenophallus
Geranomyia stenophallus är en tvåvingeart som först beskrevs av Alexander 1944.  Geranomyia stenophallus ingår i släktet Geranomyia och familjen småharkrankar. Inga underarter finns listade i Catalogue of Life.